# 旭爪千恵
旭爪 千恵（ひのつめ ちえ）は、広島県廿日市市在住の日本のヴァイオリニスト。姉の旭爪裕美子はピアニスト。

## 経歴
広島県広島市出身。4歳よりヴァイオリンを習う。1988年に両親とともに廿日市市の団地に転居する。高校卒業後、桐朋学園大学音楽学部に進学しディプロマコースを卒業した。卒業後は渡仏し、パリ・エコール・ノルマル音楽院教授でパリ国立音楽院の名誉教授であるデビー・エルリーに学ぶ。パリ・エコール・ノルマル音楽院最上級演奏科課程を卒業。同音楽院室内楽最上級課程を卒業。第3回グラズノフ国際コンクール・ヴァイオリン部門（仏）にて第3位に入賞する。スイス国際チューリッヒ・マスターコースのオーディションに合格し、ウラディミール・スピバコフの公開レッスンを受講する。また、フランス国際ロレーヌ音楽祭では「優秀な若い演奏家」に選定され高評価を得た。2000年に同じくフランスで音楽留学をしていた姉と「デュオ旭爪姉妹」をパリで結成し姉妹アンサンブルでの活動も開始する。姉とともに2004年1月に帰国し廿日市市に戻る。
これまでにヴァイオリンを吉村邦子、正守佳代子、村上直子、多賀久三江、辰巳明子、ドゥヴィ・エルリーの各氏に、室内楽を岩崎淑、安田謙一郎、ジャック・シャール、ドゥヴィ・エルリーらに師事。2009年より世界文化遺産宮島観光大使に任命され、音楽を通して宮島の魅力を伝える活動もしている。

## FM出演
デュオ旭爪姉妹のクラシックをご一緒に♪（FMはつかいち76.1MHz 毎週木曜日 午前10:00～11:00）
2013年4月スタート。毎回ごとのテーマや放送曲名などが、デュオ旭爪姉妹オフィシャルウェブサイトに掲載されている。